# I. e. 49
Évszázadok: i. e. 2. század – i. e. 1. század – 1. század
Évtizedek: i. e. 90-es évek – i. e. 80-as évek – i. e. 70-es évek – i. e. 60-as évek – i. e. 50-es évek – i. e. 40-es évek – i. e. 30-as évek – i. e. 20-as évek – i. e. 10-es évek – i. e. 1-es évek – 1-es évek
Évek: i. e. 54 – i. e. 53 – i. e. 52 – i. e. 51 –  i. e. 50 – i. e. 49 – i. e. 48 – i. e. 47 – i. e. 46 – i. e. 45 –  i. e. 44

## Események

### Róma
- Lucius Cornelius Lentulus Crust és Caius Claudius Marcellus Maiort választják consulnak.
- Január 1. - Caesar levelet küld a szenátusnak, melyben azt ajánlja, hogy Pompeiussal együtt egyszerre mondjanak le a főparancsnokságról. A szenátus - főleg Lentulus consul harciassága miatt - ezt elutasítja és felszólítja Caesart, hogy azonnal adja át a légióit. Caesar híveinek, Marcus Antoniusnak és Curiónak menekülnie kell Rómából.
- Január 10. – Caesar nem lát más megoldást és a Gallia Cisalpinában tartott egy légióval átlépi a provincia és Itália közötti határt, a Rubicon folyót, majd megszállja Ariminumot. A szenátus az állam ellenségévé nyilvánítja. Kitör a polgárháború.
- Február - Pompeius kiürítteti Rómát és a szenátus többségével az epirusi Durrachionba menekül.
- Március - Miután hatalmába kerítette Rómát és Itáliát, Caesar - hogy hátát biztosítsa - 27 nap alatt átvonul a Pompeius legatusai, Lucius Afranius és Marcus Petreius által kormányzott Hispaniába. Itáliát Marcus Antoniusra bízza.
- Április – útközben elkezdi a Lucius Domitius Ahenobarbus által védett Massilia ostromát. Az újonnan felállított XVII, XVIII és XIX légiókra bízza az ostromot, majd továbbhalad Hispania felé.
- Június 7 – Cicero elszökik Itáliából és Thesszalonikébe hajózik.
- Július 30 – Caesar bekeríti Afranius és Petreius hispaniai seregeit, majd miután megadják magukat elengedi őket, azzal hogy a továbbiakban nem harcolnak ellene. Ennek ellenére a két legatus Epirusba hajózik és csatlakoznak Pompeiushoz.
- Augusztus 24 – Caesar híve, Caius Scribonius Curio még márciusban négy légióval elfoglalja Szicíliát, majd augusztusban serege felével átkel Africába. Uticánál legyőzi Publius Attius Varus és I. Juba numida király egyesített seregét, de augusztus 24-én a bagradasi csatában vereséget szenved és öngyilkos lesz.
- Szeptember – A Massiliát blokád alatt tartó Decimus Brutus legyőzi a massiliai hajókkal megerősített pompeiusi flottát. Eközben az Adrián Curicta szigeténél Caesar flottája vereséget szenved.
- Szeptember 6 – Massilia megadja magát a Hispaniából visszatérő Caesarnak.
- Október – Caesart dictatorrá nevezik ki, lovassági főparancsnoka Marcus Antonius. Consullá választatja magát, majd 11 nap után lemond a dictatori címről.
- Caesar szabadon engedi az őrizetben tartott volt júdeai királyt, II. Arisztobuloszt és Júdeába küldi, hogy állítsa át az ő oldalára. Útközben Arisztobuloszt Pompeius hívei megmérgezik, fiát, Alexandroszt pedig Antiochiában kivégzik.

### Távol-Kelet
- A hsziungnuk polgárháborújában Csicsi csanjü (király) is megpróbálja a kínaiak segítségét kérni, de mivel nem jelenik meg személyesen a császár előtt, az fivérét, Huhanjét favorizálja. Csicsi népével együtt nyugatra vonul és Szibéria déli határán telepednek le.

## Születések
- Lucius Domitius Ahenobarbus, római politikus

## Halálozások
- II. Arisztobulosz, júdeai király
- Caius Scribonius Curio, római politikus

## Fordítás
- Ez a szócikk részben vagy egészben  a(z)   49 BC című angol Wikipédia-szócikk ezen változatának fordításán alapul.  Az eredeti cikk szerkesztőit annak laptörténete sorolja fel. Ez a jelzés csupán a megfogalmazás eredetét és a szerzői jogokat jelzi, nem szolgál a cikkben szereplő információk forrásmegjelöléseként.